# Robert Aumont
Pour les articles homonymes, voir Aumont.
Robert Aumont, né le 6 juillet 1922 à Laon (Aisne) et mort le 30 septembre 2004, est un homme politique français.

## Biographie
Professeur de l'enseignement technique, il commence sa carrière politique, en se faisant élire conseiller général dans le canton de Laon (1970-1973), puis dans le canton de Laon-Sud (1973-1982).
En 1973, il se fait élire député de la 1re circonscription de l'Aisne, mandat qu'il détient jusqu'en 1986.
En 1977, il est élu maire de Laon. Il occupe cette fonction jusqu'en 1983.

## Détail des fonctions et des mandats
Mandats parlementaires
- 11 mars 1973 - 2 avril 1978 : Député de la 1re circonscription de l'Aisne
- 19 mars 1978 - 22 mai 1981 : Député de la 1re circonscription de l'Aisne
- 21 juin 1981 - 1er avril 1986 : Député de la 1re circonscription de l'Aisne

Mandats locaux
- Maire de Laon